# Ruanda nos Jogos Olímpicos
Ruanda competiu em sete Jogos Olímpicos de Verão. Eles nunca participaram dos Jogos de Inverno.
Ruanda nunca ganhou uma medalha Olímpica, mas Jean de Dieu Nkundabera ganhou uma medalha de bronze Paraolímpica para Ruanda na corrida sobre cadeira-de-rodas nos Jogos Paraolímpicos de Verão de 2004 em Atenas.